# Silvio Oddi
Silvio Oddi, né le 14 novembre 1910 à Morfasso, dans la province de Plaisance en Émilie-Romagne, dans le nord-est de l'Italie et mort le 29 juin 2001, est un évêque italien, diplomate et cardinal de la curie romaine.

## Biographie

### Prêtre
Après ses études théologiques à Piacenza, il est ordonné prêtre le 21 mai 1933 à Rome pour le diocèse de Piacenza. Il complète ses études à l'académie pontificale ecclésiastique et est nommé à la délégation apostolique en Iran (en) jusqu'en 1939. Pendant et après la guerre, il occupe un poste similaire en Syrie (en), au Liban (en) en France et en Égypte. En 1951, il est à la tête de la nonciature apostolique en Yougoslavie (en). 

### Évêque
Le 30 juillet 1953, le pape Pie XII le nomme archevêque titulaire (ou in partibus) de Mesembria et légat apostolique au Moyen-Orient. Il est consacré évêque par le cardinal Angelo Roncalli (futur pape Jean XXIII) le 27 septembre suivant avec comme co-consécrateurs Umberto Malchiodi (it) et Antonio Samorè. Il est ensuite internonce en Égypte en 1957, puis nonce en Belgique (en) et au Luxembourg (en) en 1962.

### Cardinal
En tant qu'évêque, il prend part au concile Vatican II, après lequel il est créé cardinal par le pape Paul VI avec le titre de cardinal-diacre de Sant'Agata dei Goti, lors du consistoire du 28 avril 1969, et nommé légat de la basilique patriarcale de Saint-François d'Assise. Il est aussi choisi pour être responsable de la maison de Lorette.
En 1979, il devient préfet de la Congrégation pour le clergé, un poste qu'il conserve jusqu'en 1986. En 1989, il assiste aux funérailles de l'empereur Hirohito. Il a aussi visité la tombe de Marcel Lefebvre.
Au cours du premier consistoire ordinaire secret pour la création de nouveaux cardinaux du pape Jean-Paul II le 30 juin 1979, il est élevé à l'ordre des cardinaux-prêtres, sa diaconie étant élevée pro hac vice comme paroisse. 
Il est le cardinal-patron des Militia Templi, un groupe de chevaliers catholiques de la Toscane. Il est décédé le 29 juin 2001 et il est enterré dans l'église paroissiale de Morfasso.

## Succession apostolique
Silvio Oddi a ordonné les évêques suivants :
- Évêque Amand Louis Marie Antoine Hubert, S.M.A. (1959)